# Улытау (музей-заповедник)
Национальный историко-культурный и природный музей-заповедник «Улытау» — крупнейший музей-заповедник в Казахстане (147 тыс. га). Входит в подчинение Министерства культуры и информации. Музей-заповедник создан 29 ноября 1990 года Постановлением Совета Министров КазССР № 466.

## Описание музея-заповедника

### Здание музея
Площадь здания составляет — 566 м², экспозиция и выставочная площадь — 280 м². Кроме двух выставочных залов предусмотрены временные выставки (104 м²), складские помещения.

### Визит-центр
Визит-центр обслуживает посетителей с 2021 года. Деятельность визит-центра направлена на ознакомление с историко-культурным наследием Улытауского региона. Визит-центр состоит из административного здания и общежития. Внутри административного здания находятся рабочие кабинеты, информационный (экспозиционный) зал, большой и малый конференц-залы и др. Общая площадь центра составляет 1598,6 м². Из них: административное здание — 926,5 м²; общежитие — 570,9 м².

## Памятники
Всего на территории музея-заповедника насчитывается около 300 объектов историко-культурного наследия. Из них 12 памятников имеют статус республиканского значения. К памятникам истории и культуры республиканского значения относятся: мавзолеи Джучи хана, Алаша хана, Болган ана, Аяккамыр, ритуальное строение Домбауыл, комплекс Акмешит-аулие, городище Баскамыр, мавзолеи Дузен, Айранбай (Бескумбез), Кетебай, Лабак, Макат.

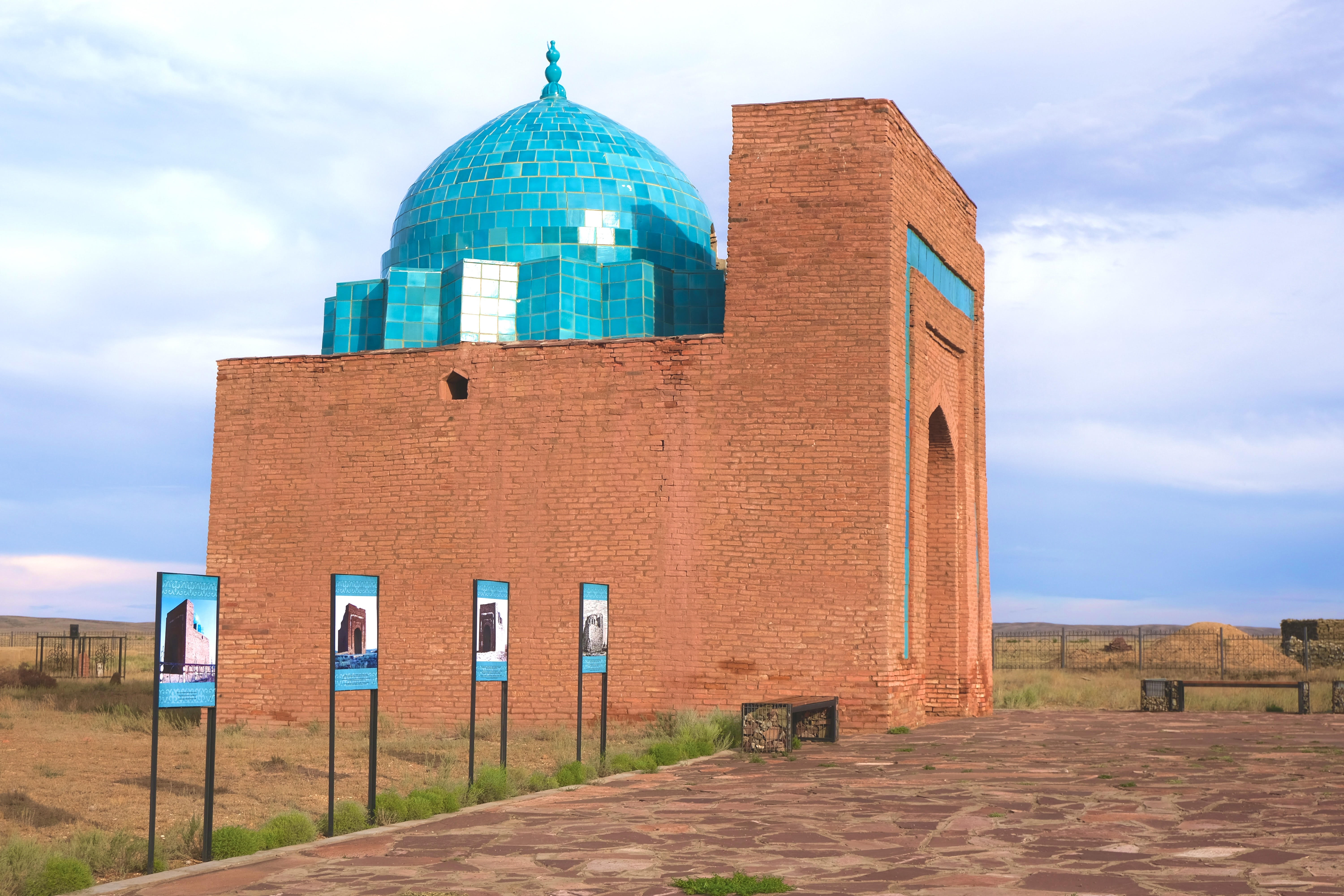
Мавзолей Джучи хана

Основные исторические памятники региона Улытау относятся к эпохе средневековья. Это каменные изваяния, петроглифы, захоронения, то есть мавзолеи, городища и многое другое. В районах гор Улытау преобладают каменные изваяния древнетюркского и кыпчакского времени.
В Улытауском регионе зафиксированы многочисленные городища огузов и кыпчаков, такие как Баскамыр, Аяккамыр, Айбас-Дарасы, Ногербек-Дарасы и др. Эти городища свидетельствуют о развитии оседлой культуры, поливного земледелия, ремесла и торговли.

### Мавзолей Алаша хана
Мавзолей Алаша хана - находится в 60 км к востоку от города Сатпаев, на правом берегу реки Каракенгир, в 2 км к западу от села Малшыбай. Ученые связывают купол с династией Караханидов, огузско-кипчакского периода. Поскольку кирпичи мавзолея относятся к разным периодам, предполагается, что они были построены между XI—XVI веками.
Мавзолей имеет портально-купольную структуру. Высота портала — 10 м. Построен из обожженного красного кирпича. Стены мавзолея укреплены восемью подпорами, купол опирается на 16-гранный барабан, вокруг которого расположена круговая галерея.
Поверхность внутренних стен, ниш, арок и купола имеет фактуру кирпичной кладки. Четыре оконных проема подкупольного барабана и круглое отверстие в зените купола позволяют освещать обширное пространство интерьера. Стены здания покрыты геометрическими узорами. Благодаря строгим пропорциям элементов композиции, удачному их сочетанию и сдержанному архитектурному декору здание имеет вид цельного и монументально-величавого сооружения.
Первые письменные данные о мавзолее Алаша хан встречаются в статье Ш.Уалиханова в 1855 году. В 1868 году в трудах подполковника Красовского подробно рассказывается о мавзолее. В 1946 году мавзолей был исследован Центрально-Казахстанской археологической экспедицией Института истории, археологии и этнографии Академии наук Казахской ССР, под руководством академика А. Х. Маргулана. Архитектор М. Б. Левинсон провел фотофиксацию, технические исследования мавзолея, также снял его замеры. В конце 1990-е гг. археологические исследования на мавзолее Алаша хан провела Жезказганская археологическая экспедиция, под руководством Ж.Смаилова. Им было установлено, что найденные останки относятся к XVIII веку.
В мавзолее неоднократно проводились научно-реставрационные работы, последние которые проводились в 2021 году.

### Мавзолей Джучи хана
Мавзолей Джучи хана (конец XIII века) — расположен в 50 км к северо-востоку от города Жезказган, на левом берегу реки Кенгир.
Мавзолей имеет портально-купольную структуру. Здание возведено из красного обожженного кирпича. На главном фасаде глубокая стрельчатая ниша обрамлена П-образной углубленной рамкой, которая первоначально была наполнена поливными плитами размерами 45×45 см. Стены внутри мавзолея оштукатурены глиняно-саманным раствором. Мавзолей перекрыт куполом с двойной оболочкой. Внешний купол опирался на звездчатый 17-гранный барабан очень редкой формы и был облицован плитками бирюзовой поливой. Такими же плитами было заполнено П-образное обрамление глубокой арочной ниши на портале. Ниша перекрыта полукуполом, опирающаяся на паруса в виде ячеистых сталактитов из кирпича. Внутренняя оболочка купола, перекрывающая квадратную камеру, опирается на арочные паруса. На куполе находилась кубба, которая хранится в Национальном историко-культурном и природном музее-заповеднике «Улытау».
Исторические данные о Джучи-Хане встречаются в трудах Утемиш-хаджи «Чингиснаме», Абулгазы «Шаджара-йи турк ва могул» («Родословная тюрок»), Рашида ад-Дина «Джамиат-таварих» («Сборник летописей»), Кадыргали Джалаира «Тарих-и Ураз-Мухаммед».
В 1946 году на мавзолее были проведены археологические исследования Центрально-Казахстанской археологической экспедицией, под руководством академика А. Х. Маргулана.
В 1946 году советский архитектор М. Б. Левинсон провел фотофиксацию, технические исследования мавзолея, и снял его замеры. В 1973 году экспедицией общества охраны памятников Института «Казпроектреставрация» Министерства культуры Казахской ССР (М.Маманбаев, М.Сембин, М.Нуркабаев) также была проведена исследовательская работа.
В конце 1990-е гг. археолог Ж.Смаилов в ходе исследования мавзолея зафиксировал около него городище Орда Базар (ставка Джучи хана).
В мавзолее неоднократно проводились научно-реставрационные работы. Последний раз работы проводились в 2020 году.

### Домбауыл
Ритуальное строение Домбауыл (VIII—IX вв.) — древний архитектурный памятник, расположенный в 54 километрах к северо-востоку от города Жезказган.
Мавзолей, построен из камня-плитняка на глиняном растворе. План внутреннего помещения трапециевидной формы. Вход ориентирован на восток. Общая высота конусообразного здания составляет 6 метров.
Пол комплекса выложен каменной смесью, поверх которой уложены плоские плиточные камни. Стены поднимались на 3 м и были покрыты поперечными балками.
Домбаул (Добын мерген) был кюйши и вождь из рода Кият.
В 1946 году мавзолей был впервые исследован Центрально-Казахстанской археологической экспедицией под руководством академика А. Маргулана Института истории, археологии и этнографии Академии наук Казахской ССР. Архитектор М. Б. Левинсон провел фотофиксацию, технические исследования, замеры мавзолея.
В 1973 году экспедицией общества охраны памятников института «Казпроектреставрация» при Министерстве культуры Казахской ССР (М. Маманбаев, М. Сембин, М. Нуркабаев) были проведены замеры и фотофиксация.
Последний раз научно-реставрационные работы в Домбауле проводились в 2013 году.

### Мавзолей Болган-ана
Мавзолей Болган-ана — расположен в 50 километрах к югу от Жезказгана, при слияния рек Каракенгир и Сарысу, в урочище Каражар.
Средневековый архитектурный памятник. Высота сохранившейся части здания составляет 3,70 метра в пештаковой части и 2,90 метра в основном объёме параллелепипеда. Арочный портальный (несохранившийся) вход на фасаде мавзолея окружен полостью и выполнен по образцу стены, нишу обрамляла П-образная выемка.
Согласно легенде, Болган ана — внучка Чингисхана, дочь Джучи хана. Она была женой Сыганак-тегина, хана страны Канглы. Другая легенда гласит, что Болган ана была невесткой Чингисхана, а следующая легенда гласит, что она была царицей, правившей в начале XV века. По преданиям, сохранившимся в устах народа, Болган ана была почитаемой матерью всего народа и умерла в девяностолетнем возрасте.
Первые сведения о мавзолее Болган ана можно найти в произведении Хафиза Тыныша «Шараф-наме-йи шахи» («Книга шахской славы»), относящегося к XVI веку. В нём записано, что бухарский Хан Абдаллах во время своего похода в казахские степи, в том числе в Улытауский регион, в 1582 году остановился у мавзолея Болган ана.
В середине XVIII века русский офицер П. И. Рычков описывает в своем дневнике памятники вдоль реки Сарысу, в том числе памятник Болган Ана, как очень красивый и величественный. Казахский ученый Ш.Уалиханов в своей работе «О киргиз-кайсацких могилах (молах) и древностях вообще»: «…в глухой степи, около Улытау, на Кенгирах множество могил, удивляющих своим устройством. Булган-Ана, находящаяся при устье Кара-Кенгира, на Кара-Джаре, белого цвета, это небольшое здание с куполом, такого же устройства и все прочие».
В 1946 году мавзолей был впервые исследован Центрально-Казахстанской археологической экспедицией, под руководством академика А. Х. Маргулана. Архитектор М. Б. Левинсон провел фотофиксацию, технические исследования, и снял замеры мавзолея.
В 1990 году памятник исследовала экспедиция под руководством Э.Байтенова, созданная Алматинским государственным архитектурно-строительным институтом.
В 2018 году при поддержке Управления культуры акимата Карагандинской области в мавзолее были проведены археологические раскопки, в ходе которых были обнаружена золотая чаша, серьги, шпильки (из кости животного) и другие предметы. Впоследствии были проведены антропологические (анализ ДНК) исследования найденных костей, а также научно-реставрационные работы найденных фрагментов тканей.

### Мавзолей Аяккамыр
Мавзолей Аяккамыр — памятник архитектуры XI-XII века, расположенный в 9 км к северо-западу от поселка Жезды Улытауского района области Ұлытау.
Это портально-купольное сооружение, имеющие в плане четырёхугольную форму, размерами 8,10 х 9,84 метр. У мавзолея сохранились лишь входные двери и четыре стены с полустертыми узорами в виде полумесяца. В центре главного фасада, обработанного как монументальный портал, размещена глубокая ниша, перекрытая стройной клинчато-стрельчатой аркой, обрамленной несколько углубленной П-образной полосой. За аркой расположена дверь прямоугольной формы. Фасад мавзолея Аяккамыр украшен слегка выступающими колоннами и характерным для стиля того времени орнаментом.
По данным академика А. Х. Маргулана, в мавзолее Аяккамыр был похоронен Темир Кутылык (1395—1399/1400), хан Золотой Орды, внук Урыс (Орыс) хана. Эмир Темир возвел Темира Кутылыка на трон Золотой Орды после победы над ханом Тохтамышем в 1395 году. В 1399 году войско Темира Кутылыка под предводительством Едиге разгромило объединённое войско хана Тохтамыша и великого князя литовского Витовт на берегах реки Ворсклы. Однако вскоре после войны умер сам Темир Кутылык, и вместо него в ханство пришел его младший брат Шадибек.
Первый письменный источник о мавзолее можно найти в трудах Хафиза Тыныш «Шараф-нама-йи шахи (Книга шахской славы)» XVI века. В нём записано, что бухарский Хан Абдаллах во время походов в казахские степи, в Улытауский регион 27 апреля 1582 года сопровождал свою армию в регионе, где располагался мавзолей Аяккамыр.
Сведения об этом мавзолее также сохранились в статье казахского ученого Ш.Уалиханова 1855 года «О киргиз-кайсацких могилах (молах) и древностях в общем». Мавзолей находится под защитой государства с 1982 года.
В 1946 году мавзолей впервые исследовала Центрально-Казахстанская археологическая экспедиция под руководством академика А. Х. Маргулана. Архитектор М. Б. Левинсон впервые провел фотофиксацию, технические исследования мавзолея.
В 1973 году экспедицией общества охраны памятников Института «Казпроектреставрация» Министерстве культуры Казахской ССР (М.Маманбаев, М.Сембин, М.Нуркабаев) также проведена исследовательская работа мавзолея.

### Городище Баскамыр
Городище Баскамыр (IX—XII вв.) — расположен в Улытауском районе, в 25 километрах к северу от села Жезди, недалеко от села Талдысай.
Уникальный археологический памятник, представляющий собой остатки средневековой крепости, обнесенной мощными стенами с цитаделью и фланкирующими башнями. Крепость в плане имеет квадрат, ориентированный углами по сторонам света. Стены из сырцовых кирпичей на глиняном растворе.
Археолого-исследовательские работы проводились в 1950 году Центрально-Казахстанской археологической экспедиции, под руководством академика А. Х. Маргулана. В 1992 году С.Жолдасбаев и Ж.Смайлов провели масштабные исследования, в результате которых при раскопках археологи обнаружили большое количество фрагментов керамических сосудов, деревянные, железные и бронзовые изделия. Выявлено расположение семи комнат, примыкающих к внутренним стенам цитадели. Внутри обнаружена печь из жженого кирпича, а также открытые очаги диаметром 0,5-0,9 метра и глубиной 0,3 метра.
Кроме того, среди найденных ценных артефактов были обнаружены медный копоушку длиной 10 см, нож из железа, наконечники стрел и множество ценных артефактов.
Научно-реставрационные работы на городище в последний раз проводились в 2018 году.